# Асфоделина тонкая
Асфоделина тонкая (лат. Asphodeline tenuior) — вид однодольных растений рода Асфоделина (Asphodeline) семейства Ксанторреевые (Xanthorrhoeaceae). Под текущим таксономическим названием растение описано в 1852 году немецко-эстонским ботаником Карлом Христианом Фридрихом фон Ледебуром.

## Распространение и среда обитания
Данные о распространении вида противоречивы. По одним данным, асфоделина тонкая — эндемик России, встречающийся в восточной части Краснодарского края, в Карачаево-Черкесии, Ставропольском крае и Кабардино-Балкарии, по другим — встречается от восточной Турции до Ирана.
Произрастает на известняковых и песчаных склонах на высоте 500—1000 м над уровнем моря. Особенно распространён на горе Бештау (Ставропольский край).

## Ботаническое описание
Клубневой геофит высотой до 30 см.
Листья простые, линейные, с острой верхушкой и гладким краем.
Соцветие кистевидное. Цветки жёлтые с зелёными полосками, диаметром до 2 см. Цветёт в конце весны — начале лета.
Плод — коробочка бурого цвета.

## Замечания по охране
Численность вида в дикой природе сокращается, и к настоящему времени составляет 5—20 тысяч экземпляров. Асфоделина тонкая считается уязвимым видом («vulnerable») согласно данным Международного союза охраны природы. Главные угрозы для растения — разрушение известняковых склонов (на которых произрастает вид), террасирование склонов, выпас скота. Хозяйственная деятельность и низкая межвидовая конкурентоспособность препятствуют естественному возобновлению субпопуляций.
Включён в Красные книги России, Краснодарского и Ставропольского краёв (ещё раньше включался в Красные книги СССР и РСФСР).

## Значение
Может выращиваться как декоративное, культивируемое растение.

## Синонимика
Синонимичные названия:
- Asphodeline tenuior tenuior
- Asphodelus tenuior Fisch. ex M.Bieb.
- Heroion filiformis Raf.